# بوبي أنسر
بوبي أنسر (بالإنجليزية: Bobby Unser)‏ مواليد 20 فبراير 1934 في كولورادو سبرينغس، كولورادو، الولايات المتحدة، هو سائق فورملا 1 أمريكي سابق بدأ مسيرته الاحترافية عام 1968. كان أول سباق له هو جائزة إيطاليا الكبرى 1968.

## سباقات شارك فيها
- بطولة فورمولا 3 الألمانية
- البطولة الأمريكية لسباق السيارات

## روابط خارجية
- بوبي أنسر على موقع Racing-Reference.info (الإنجليزية)
- بوبي أنسر على موقع DriverDB.com (الإنجليزية)
- بوبي أنسر على موقع قاعة نيو مكسيكو للمشاهير الرياضية (الإنجليزية)